# Alice de Carli
Ana Alice de Carli (Santos, 27 de março de 1961) é uma ex-atriz, ex-modelo, advogada e professora brasileira.

## Biografia
Nasceu no litoral paulista, mas residiu no sul do país em Caxias do Sul, iniciou carreira em Porto Alegre, onde fez cursos em estúdios de fotografia e outros de interpretação, seguiu para São Paulo no início dos anos 80 onde foi capa das revistas Viva, Fatos e Fotos, Carinho, Romance, além de ensaios para as maiores revistas masculinas, como Ele Ela, Status e Playboy, tornando-se uma das musas da década de 80.
Participou de várias campanhas publicitárias da época, com destaque para as calcinhas Hope. Estreou na TV na Praça Brasil da Rede Bandeirantes em 1987. Depois de apenas 4 semanas, a jovem loura seguiu juntamente com Carlos Alberto de Nóbrega para o programa do SBT A Praça É Nossa, onde permaneceu até 1989, o quadro humorístico do Chefinho foi o ápice da sua carreira,  sendo conhecida pelo público como a Dona Dadá e o seu jargão "Ui ui ui, chefinho" contracenando com Tutuca e Aldo César.
Após sair do programa, foi para o Rio de Janeiro, fez cursos de teatro no tablado, atuou em uma novela da Rede Globo e em peças teatrais. Em 1995, Alice tornou-se evangélica, pouco tempo depois, após uma minissérie da Rede Record, afastou-se da vida artística, posteriormente formou-se em Direito e publicou livros na área. Atualmente, é professora do curso de Direito da Universidade Federal Fluminense.

## Filmografia

### Televisão
| Ano  | Título                | Papel     |
| ---- | --------------------- | --------- |
| 1987 | Praça Brasil          |           |
| 1987 | A Praça É Nossa       | Dona Dadá |
| 1992 | Despedida de Solteiro | Janete    |
| 1997 | A Filha do Demônio    |           |

## Teatro
| Ano  | Título                                     |
| ---- | ------------------------------------------ |
| 1989 | De Artista e Louco Todo Mundo Tem um Pouco |
| 1991 | Um Grande Golpe                            |
| 1994 | Uma Rosa para Hitler                       |

## Livros
- 2009 - Bem de Família do Fiador e o Direito Humano Fundamental à Moradia[12]
- 2013 - A Água e Seus Instrumentos de Efetividade[13]